# Албанија на Европском првенству у атлетици у дворани 2009.
Албанија је учествовала на 30. Европском првенству у дворани 2009. одржаном у Торину, Италија, од 6. до 8. марта. Ово је било шесто европско првенство у атлетици у дворани од 1992. године када је Албанија први пут учествовала, а од 2005. је редован учесник. Репрезентацију Албаније представљало је троје атлетичара (2 мушкарца и 1 жена) који су се такмичили у 3 дисциплине.
На овом првенству представници Албаније нису освојили ниједну медаљу, нити су оборили неки рекорд. Нису учествовали у финалним такмичења, па су остали у групи од земаља које нису освајале медаље на досадашњуим првенствима.

## Учесници
| Бр. | Дисциплина | Мушкарци       | Жене           | Укупно |
| --- | ---------- | -------------- | -------------- | ------ |
| 1   | 800 м      |                | Клодијана Шаља | 1      |
| 1   | 80 м пр.   | Elton Bitincka |                | 1      |
| 2   | Скок удаљ  | Адмир Брегу    |                | 1      |
|     | Укупно (3) | 2              | 1              | 3      |

### Мушкарци
| Атлетичар      | Дисциплина   | Лични рекорд | Квалификације | Квалификације | Полуфинале           | Полуфинале           | Финале               | Финале       | Детаљи        |
| Атлетичар      | Дисциплина   | Лични рекорд | Резултат      | Место         | Резултат             | Место                | Резултат             | Место        | Детаљи        |
| -------------- | ------------ | ------------ | ------------- | ------------- | -------------------- | -------------------- | -------------------- | ------------ | ------------- |
| Elton Bitincka | 60 м препоне | 7,86 НР      | 7,06          | 15 u gr. 1    | Није се квалификовао | Није се квалификовао | Није се квалификовао | 25 / 27 (28) |               |
| Адмир Брегу    | скок удаљ    | 7,66 НР      | 8,07          | 8 u gr. Б     |                      |                      | Није се квалификовао | 19 / 28 (30) | Скок удаљ кв. |

### Жене
| Атлетичарka    | Дисциплина | Лични рекорд | Квалификације | Квалификације | Полуфинале            | Полуфинале            | Финале                | Финале  | Детаљи |
| Атлетичарka    | Дисциплина | Лични рекорд | Резултат      | Место         | Резултат              | Место                 | Резултат              | Место   | Детаљи |
| -------------- | ---------- | ------------ | ------------- | ------------- | --------------------- | --------------------- | --------------------- | ------- | ------ |
| Клодијана Шаља | 400 м      | 53,34НР      | 55,70         | 5 у гр. 2     | није се квалификовала | није се квалификовала | није се квалификовала | 20 / 20 | 400 м  |